# Маша и волшебное варенье
«Маша и волшебное варенье» — советский рисованный мультфильм студии «Союзмультфильм», созданный в 1979 году.

## Сюжет
Мультфильм о том, как нехорошо врать, и о том, что тайное всегда становится явным.
Бабушка сварила варенье и поставила в шкаф на полку на зиму. Маша не может дождаться зимы и хочет попробовать на вкус варенье. Когда бабушка уходит отдыхать, внучка достаёт из шкафа банку, открывает её и начинает есть варенье большой ложкой. Увлёкшись, она съедает всё варение, без остатка.
Тем временем бабушка возвращается, Маша пытается поставить банку на место, но в спешке роняет её на пол. На вопрос бабушки «Кто же съел варенье?», девочка указывает на кошку. Бабушка рассказывает внучке, что её варенье волшебное: кто его съест, тот уменьшится в размерах. И Маше показалось, что она стала маленькой, оказалась внутри пустой банки, и Мурка начинает в слезах, строго ругать Машу за обман. Тогда внучка признаёт свою вину, и обещает бабушке больше не врать и не брать чужого без спросу. Бабушка призналась, что она и так догадалась, кто съел её варенье, потому что кошки варенье не едят.

## Съёмочная группа
- Автор сценария — Василий Ливанов
- Режиссёр — Лев Мильчин
- Художник-постановщик — Мария Рудаченко
- Композитор — Ян Френкель
- Оператор — Михаил Друян
- Звукооператор — Борис Фильчиков
- Редактор — Раиса Фричинская
- Художники-мультипликаторы: Олег Комаров, Рената Миренкова, Александр Панов, Татьяна Померанцева
- Монтаж — Ольга Василенко
- Ассистенты: Ольга Апанасова, Е. Синицкая
- Текст читает — Василий Ливанов
- Директор картины — Любовь Бутырина